# Освајачи олимпијских медаља у атлетици — штафета 4 × 100 метара за жене
Освајачице олимпијских медаља у атлетици у дисциплини штафета 4 × 100 м за жене приказане су у следећој табели. Резултати су изражени у формату секунде,стотинке. Штафета 4 × 100 метара за жене је на програму Летњих олимпијских игара од Игара у Амстердаму 1928. године.
| Дисциплина                  | | Резултат     |                                                                                                | Резултат     | | Резултат |
| Амстердам 1928. детаљи      | Канада Фани Розенфелд Етел Смит Флоренс Бел Миртл Кук                                                  | 48,4 СР, ОР  | САД Мери Вошберн Џеси Крос Лорета Макнил Бети Робинсон                                         | 48,8         | Немачка · Роза Келнер · Хелена Шмид · Ани Холдман · Хелена Јункер                                      | 49,00    |
| Лос Анђелес 1932. детаљи    | САД Мери Кару Евелин Ферч Анет Роџерс Вилхелмина вон Бремен                                            | 47,0 СР, ОР  | Канада Милдред Фризел Лилијан Палмер Мери Фризел Хилда Страјк                                  | 47,0 =СР =ОР | Уједињено Краљевство · Ајлин Хискок · Гвендолин Портер · Вајолет Веб · Нели Халстед                    | 47,6     |
| Берлин 1936. детаљи         | САД Харијет Бланд Анет Роџерс Бети Робинсон Хелен Стивенс                                              | 46,9         | Уједињено Краљевство · Ајлин Хискок · Вајолет Олни · Одри Браун · Барбара Берк                 | 47,6         | Канада Дороти Брукшо Милдред Долсон Хилда Камерон Ејлин Мејгер                                         | 47,8     |
| Лондон 1948. детаљи         | Холандија · Ксенија Стад де Јонг · Нети Вицирс-Тимер · Гареда ван дер Каде-Каудајс · Фани Бланкерс-Кун | 47,5         | Аустралија · Ширли Стрикланд · Џун Мастон · Елизабет Макинон · Џојс Кинг                       | 47,6         | Канада Вајола Мајерс Нанси Макеј Дајана Фостер Патриша Џоунс                                           | 47,8     |
| Хелсинки 1952. детаљи       | САД Меј Фагс Барбара Џоунс Џенет Моро Кетрин Харди                                                     | 45,9 СР, ОР  | Западна Немачка · Урсула Кнаб · Марија Сандер · Хелга Клајн · Марга Петерсен                   | 45,9 =СР =ОР | Уједињено Краљевство · Силвија Чисман · Џун Фулдс · Џин Дефорџиз · Хедер Армитиџ                       | 46,2     |
| Мелбурн 1956. детаљи        | Аустралија · Ширли Стрикланд · Норма Крокер · Флер Мелор · Бети Катберт                                | 44,5 СР, ОР  | Уједињено Краљевство · Ана Пашли · Џин Скривенс · Џун Фулдс · Хедер Армитиџ                    | 44,7         | САД Меј Фагс Маргарет Метјуз Вилма Рудолф Изабел Данијелс                                              | 44,9     |
| Рим 1960. детаљи            | Сједињене Америчке Државе · Марта Хадсон · Лусинда Вилијамс · Барбара Џоунс · Вилма Рудолф             | 44,5         | Уједињени тим Немачке¹ · Марта Лангбајн · Ани Бихл · Брунхилда Хендрикс · Јута Хајне           | 44,8         | Пољска · Тереса Вјечорек · Барбара Јанишевска · Целина Јесјоновска · Халина Рихтер                     | 45,0     |
| Токио 1964. детаљи          | Пољска · Тереса Ћепли · Ирена Киршенстајн · Халина Горецка · Ева Клобуковска                           | 43,6 СР, НР* | Сједињене Америчке Државе · Вили Вајт · Вајоми Тајс · Мерилин Вајт · Едит Магвајер             | 43,9 СР      | Уједињено Краљевство · Џенет Симпсон · Мери Ранд · Дафни Арден · Дороти Хајман                         | 44,0     |
| Мексико Сити 1968. детаљи   | Сједињене Америчке Државе · Барбара Ферелл · Маргарет Бејлис · Милдрет Нетер · Вајоми Тајс             | 42,88 СР     | Куба · Марлен Елехарде · Фулгенсија Ромеј · Виолета Кесада · Мигелина Кобијан                  | 43,36        | Совјетски Савез · Људмила Жаркова-Маслакова · Галина Букарина · Вера Попкова · Људмила Самотисова      | 43,41    |
| Минхен 1972. детаљи         | Западна Немачка · Кристијане Краус · Ингрид Бекер · Анегрет Рихтер · Хајде Розендал                    | 42,81        | Источна Немачка · Евелин Кауфер · Кристина Хајних · Барбел Струперт · Ренате Штехер            | 42,95        | Куба · Марлен Елехарде · Кармен Валдес · Флугенсија Ромај · Силвија Чибас                              | 43,36    |
| Монтреал 1976. детаљи       | Источна Немачка · Марлиз Елснер · Ренате Штахер · Карла Бодендорф · Бербел Екерт                       | 42,55 ОР     | Западна Немачка · Елвира Посекел · Инге Хелтен · Анегрет Рихтер · Анегрет Кронигер             | 42,59        | Совјетски Савез · Татјана Пророченко · Људмила Жаркова-Маслакова · Надежда Бесфамилна · Вера Анисимова | 43,09    |
| Москва 1980. детаљи         | Источна Немачка · Роми Милер · Бербел Векел · Ингрид Ауерсвалд · Марлис Гер                            | 41,60 СР     | Совјетски Савез · Вера Комисова · Људмила Жаркова-Маслакова · Вера Анисимова · Наталија Бочина | 42,10        | Уједињено Краљевство · Хедер Хант · Кети Кук · Беверли Годард · Соња Ланаман                           | 42,43    |
| Лос Анђелес 1984. детаљи    | Сједињене Америчке Државе · Алис Браун · Џенет Болден · Чандра Чизборо · Евелин Ешфорд                 | 41,65        | Канада · Анџела Бејли · Марита Пејн · Анџела Тејлор · Франс Гаро                               | 42,77        | Уједињено Краљевство · Симон Џејкобс · Кети Кук · Беверли Каландер · Хедер Оукс                        | 43,11    |
| Сеул 1988. детаљи           | Сједињене Америчке Државе · Алис Браун · Шила Екол · Флоренс Грифит Џојнер · Евелин Ешфорд             | 41,98        | Источна Немачка · Зилке Милер · Керстин Берент · Ингрид Ауерсвалд · Марлис Гер                 | 42,09        | Совјетски Савез · Људмила Кондратјева · Галина Малчугина · Марина Жирова · Наталија Помошникова        | 42,75    |
| Барселона 1992. детаљи      | Сједињене Америчке Државе · Евелин Ешфорд · Естер Џоунс · Карлет Гидри · Гвен Торенс                   | 42,11        | Уједињени тим · Олга Богословска · Галина Малчугина · Марина Траденкова · Ирина Привалова      | 42,16        | Нигерија · Беатрис Утонду · Фејт Идехен · Кристи Опара Томпсон · Мери Оњали                            | 42,81    |
| Атланта 1996. детаљи        | Сједињене Америчке Државе · Гејл Диверс · Ингер Милер · Кристи Гејнс · Гвен Торенс                     | 41,95        | Бахаме · Елдес Кларк · Чандра Старуп · Севатида Фајнс · Полин Девис                            | 42,14        | Јамајка · Мишел Фридман · Џулијет Катберт · Никол Мичел · Мерлин Оти                                   | 42,24    |
| Сиднеј 2000. детаљи         | Бахаме · Севатида Фајнс · Чандра Старуп · Полин Дејвис · Деби Фергусон                                 | 41,95        | Јамајка · Тејна Лоренс · Вероника Кембел · Беверли Макдоналд · Мерлин Оти                      | 42,13        | Сједињене Америчке Државе · Кристи Гејнс · Тори Едвардс · Ненсин Пери · Мерион Џоунс                   | 42,20    |
| Атина 2004. детаљи          | Јамајка · Тејна Лоренс · Шерон Симпсон · Алин Бејли · Вероника Кембел                                  | 41,73        | Русија · Олга Фјодорова · Јулија Табакова · Ирина Кабарова · Лариса Круглова                   | 42,27        | Француска · Вероник Манг · Мирјел Иртис · Силвијан Фелис · Кристин Арон                                | 42,54    |
| Пекинг 2008. детаљи         | Русија · Јевгенија Пољакова · Александра Федорива · Јулија Гушчина · Јулија Чермошанска ·              | 42,31        | Белгија · Оливија Борле · Хана Маријен · Елоди Уедрого · Ким Геверт ·                          | 42,54        | Нигерија · Франка Идоко · Глорија Кемасуоде · Халимат Исмаила · Оладумола Осајоми ·                    | 43,04    |
| Лондон 2012. детаљи         | Сједињене Америчке Државе · Тијана Медисон · Алисон Филикс · Бјанка Најт · Кармелита Џетер ·           | 40,82 СР     | Јамајка · Шели Ен Фрејзер-Прајс · Шерон Симпсон · Вероника Кембел-Браун · Керон Стјуарт        | 41,41        | Украјина · Олесја Повх · Христина Стуј · Марија Рјемјен · Јелизавета Бризгина                          | 42,04    |
| Рио де Жанеиро 2016. детаљи | Сједињене Америчке Државе · Тијана Бартолета · Алисон Филикс · Инглиш Гарднер · Тори Боуви             | 41,01        | Јамајка Кристаниа Вилијамс · Елејн Томпсон · Шели Ен Фрејзер-Прајс · Вероника Кембел-Браун     | 41,36        | Уједињено Краљевство · Аша Филипс · Дезире Хенри · Дина Ашер-Смит · Дерил Неита                        | 41,77    |
| Токио 2020. детаљи          | Јамајка · Кристаниа Вилијамс · Елејн Томпсон · Шели Ен Фрејзер-Прајс · Вероника Кембел-Браун           | 41,02        | Сједињене Америчке Државе · Џавијан Оливер · Тиана Денијелс · Џена Прандини · Габриела Томас   | 41,45        | Уједињено Краљевство · Аша Филипс · Имани-Лара Лансикот · Дина Ашер-Смит · Дерил Неита                 | 41,88    |
| Париз 2024. детаљи          | Сједињене Америчке Државе · Мелиса Џеферсон · Тваниша Тери · Габриела Томас · Ша'Кари Ричардсон        | 41,78        | Уједињено Краљевство · Дина Ашер-Смит · Имани-Лара Лансикот · Ејми Хант Дерил Неита            | 41,85        | Немачка · Александра Бургхарт · Лиза Мајер · Ђина Ликенкемпер · Ребека Хасе                            | 41,97    |
| Лос Анђелес 2028.           | |              |                                                                                                |              | |          |

- Године 1966. уведен је секс тест. Ева Клобуковска га није прошла (има више мушких хормона), па је светски рекорд који је постигла пољска штафета поништен, а пласман је признат. Нови светски рекордер је била другопласирана штафета САД.

¹ Олимпијци Западне и Источне Немачке наступали као једна екипа.

## Биланс олимпијских медаља женске штафете 4х100 м
Стање после ЛОИ 2024.
| Ранг | Земља                     | Злато | Сребро | Бронза |    |
| ---- | ------------------------- | ----- | ------ | ------ | -- |
| 1.   | Сједињене Америчке Државе | 12    | 3      | 2      | 17 |
| 2.   | Јамајка                   | 2     | 3      | 1      | 6  |
| 3.   | Источна Немачка           | 2     | 2      | 0      | 4  |
| 4.   | Канада                    | 1     | 2      | 2      | 5  |
| 5.   | Западна Немачка           | 1     | 2      | 1      | 4  |
| 6.   | Аустралија                | 1     | 1      | 0      | 2  |
| 6.   | Бахаме                    | 1     | 1      | 0      | 2  |
| 6.   | Русија                    | 1     | 1      | 0      | 2  |
| 9.   | Холандија                 | 1     | 0      | 0      | 1  |
| 9.   | Пољска                    | 1     | 0      | 0      | 1  |
| 11.  | Уједињено Краљевство      | 0     | 3      | 7      | 10 |
| 12.  | Совјетски Савез           | 0     | 1      | 3      | 4  |
| 13.  | Куба                      | 0     | 1      | 1      | 2  |
| 14.  | Белгија                   | 0     | 1      | 0      | 1  |
| 14.  | Уједињени тим Немачке     | 0     | 1      | 0      | 1  |
| 14.  | Уједињени тим             | 0     | 1      | 0      | 1  |
| 17.  | Нигерија                  | 0     | 0      | 2      | 2  |
| 17.  | Немачка                   | 0     | 0      | 2      | 2  |
| 19.  | Француска                 | 0     | 0      | 1      | 1  |
| 19.  | Украјина                  | 0     | 0      | 1      | 1  |
|      | Укупно 20 земаља          | 23    | 23     | 23     | 69 |